# Damien Joly
Damien Joly, född 4 juni 1992 i Ollioules, är en fransk simmare.

## Karriär
I augusti 2022 vid EM i Rom tog Joly sin första internationella medalj, brons på 1 500 meter frisim. I december 2022 vid kortbane-VM i Melbourne tog han silver och noterade ett nytt franskt rekord på 1 500 meter frisim.